# نامه مهرداد

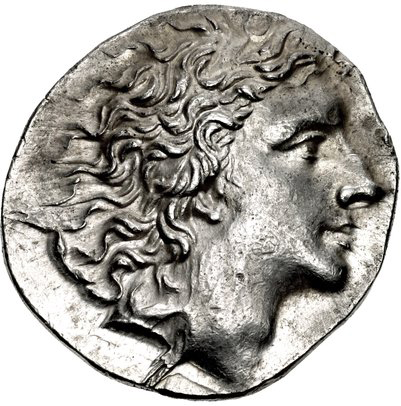
سکه‌ی ضرب شده منقش به چهره‌ی مهرداد ششم

نامه مهرداد (لاتین: "Letter of Mithridates") یا نامه مهرداد به شاه اشکانی، نامه‌ای است که ظاهراً توسط مهرداد ششم پادشاه پنتوس به شاهنشاه فرهاد سوم اشکانی (حک. ۷۰–۵۷ پ. م) نوشته شده‌است. این نامه در میان مجموعه‌ای از سخنرانی‌ها و نامه‌های سالوستی که احتمالاً در سده اول یا دوم پیش از میلاد تولید شده‌است، کشف شد. در این نامه مهرداد از شاه اشکانی در مقابل نیروهای لوکولوس کمک می‌خواهد و از او می‌خواهد به اتحاد او و تیگران (شاه ارمنستان) علیه رومیان بپیوندد. این نامه که به سالوست اختصاص داده شده‌است، منبع مهمی در روابط پنتوس و ایران در آن زمان تلقی می‌شود.